# Cristianismo y orientación sexual
Las denominaciones cristianas tienen una variedad de creencias sobre la orientación sexual, incluyendo creencias sobre prácticas sexuales entre personas del mismo sexo y la asexualidad. Las denominaciones difieren en la forma en que tratan a las personas lesbianas, bisexuales, y homosexuales. De forma diversa, a estas personas se les puede prohibir la afiliación, aceptar como laicos, o ser dispuestas como clérigos, dependiendo de la denominación. 
En cuanto a la asexualidad, dado que la aceptación de la misma como una orientación sexual y como campo de investigación científica es relativamente nueva, pocas denominaciones cristianas la discuten. La asexualidad puede considerarse como la falta de orientación sexual hacia otros, o una de las cuatro variaciones de la misma, junto con la heterosexualidad, la homosexualidad y la bisexualidad.

## Creencias y mitología

### Bíblica

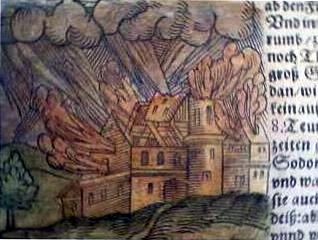
La destrucción de Sodoma ilustrada por Sebastian Münster en 1564.

Siguiendo el avance del erudito John Boswell,  se ha argumentado que varios de los primeros cristianos (como San Sergio y San Baco) se introdujeron en relaciones homosexuales, 
y que ciertas figuras bíblicas tenían relaciones homosexuales, a pesar de los preceptos bíblicos contra las relaciones sexuales entre miembros del mismo sexo. 
Entre los ejemplos citados se encuentran Rut y su suegra Naomi, Daniel y el oficial de la corte Ashpenaz, y, el más conocido, David y el hijo del Rey Saúl, Jonatán.
La historia de David y Jonatán ha sido descrita como «la justificación más influyente del amor homoerótico bíblico del judeocristianismo».
 La relación entre ambos personajes es principalmente redactada en el primero libro de Samuel del Antiguo Testamento, como parte de la historia del ascenso de David al poder. La visión dominante encontrada en la exégesis bíblica moderna sostiene que la relación entre los dos es meramente una amistad platónica cercana. Sin embargo, algunos han interpretado el amor entre David y Jonathan como romántico o sexual. A pesar de que David estuvo casado con muchas mujeres,  articula una distinción entre su relación con Jonatán y los vínculos que comparte con las mujeres.
La historia de Rut y Naomi también se interpreta ocasionalmente como una relación romántica lésbica.
Otro personaje bíblico, Noé, más conocido por su construcción de un arca para salvar animales y personas dignas de un diluvio causado por la divinidad, más tarde se convirtió en un enólogo. Un día debió demasiado vino y se quedó dormido desnudo en su tienda. Cuando su hijo Cam ingresó a la misma, vio a su padre desnudo, y su hijo, Canaán, fue maldecido con destierro y posiblemente esclavitud. En la tradición judía, también se sugiere que Cam abusó de Noé o lo castró.
Pese a que diversos pasaje bíblicos se consideran como condenatorios de la homosexualidad, recientemente se ha discutido dicho carácter condenatorio, tomando en cuenta las amplísimas diferencias entre las prácticas y concepciones sobre la sexualidad durante las épocas descritas en la Biblia, con las actuales.

### Santos

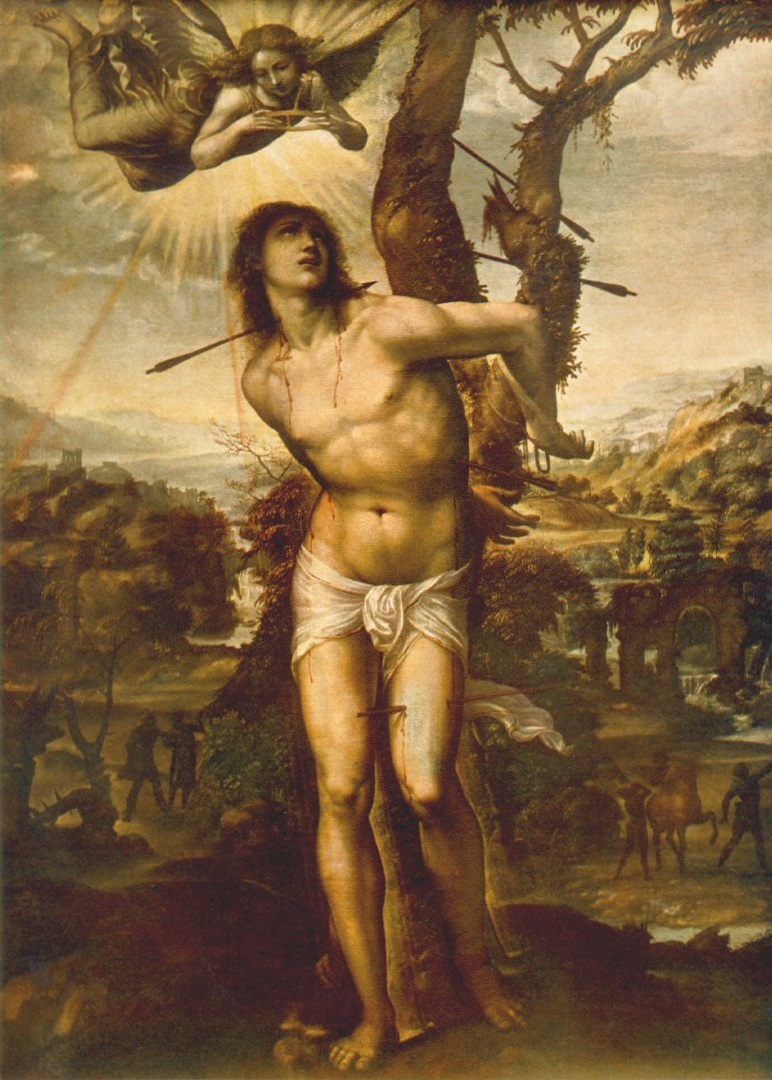
Sebastián, considerado por algunos como el primer ícono LGBT del mundo.

Si bien es muy controvertido, se han hecho intentos para sostener a ciertos santos cristianos como ejemplos positivos de la homosexualidad en la historia de la Iglesia:
- San Sergio y san Baco: La estrecha relación de Sergio y Baco ha llevado a algunos comentaristas modernos a creer que ambos eran amantes. La evidencia más popular para este punto de vista es que el texto más antiguo de su martirologio, en el idioma griego, los describe como «erastai» o amantes.[18]  La postura oficial de la Iglesia ortodoxa es que la antigua tradición oriental de adelfopoiesis, que se hizo para formar una "hermandad" en el nombre de Dios, y se asocia tradicionalmente con estos dos santos, no tuvo implicaciones sexuales.
- Sebastian, ha sido llamado el primer icono gay del mundo.[19] La combinación de su fuerte físico sin camisa, el simbolismo de las flechas que penetran en su cuerpo y la mirada en su rostro de dolor entusiasta han intrigado a artistas tanto homosexuales como heterosexuales durante siglos, y comenzó el primer culto explícitamente homosexual en el siglo xix. Richard A. Kaye escribió: «los hombres homosexuales contemporáneos han visto en Sebastián de inmediato una asombrosa publicidad del deseo homosexual, de hecho, un ideal homoerótico, y un retrato prototípico del caso del armario torturado».[20][21]

### Eunucos
La extensión e incluso la existencia de la castración religiosa entre los cristianos, con miembros de la iglesia primitiva castrándose para fines religiosos, está sujeto a debate. El teólogo Orígenes encontró una justificación escritural para esta práctica en Mateo 19:12, donde Jesús dice: «Pues hay eunucos que nacieron así del vientre de su madre, y hay eunucos que son hechos eunucos por los hombres, y hay eunucos que a sí mismos se hicieron eunucos por causa del reino de los cielos. El que pueda entender esto, que lo entienda».
Por su parte, al describir a Jesús como un spado y a Pablo de Tarso como un castratus en su libro De Monogamia, Tertuliano, un Padre de la Iglesia del siglo ii, usó palabras latinas que denotaban eunucos para referirse a la virginidad y la continencia.
La importancia de la selección del eunuco etíope como el primer converso gentil ha sido discutida como representativa de la inclusión de una minoría sexual en el contexto del tiempo

## Orientaciones sexuales concretas

### Homosexualidad
El cristianismo ha considerado tradicionalmente la homosexualidad, en el sentido del comportamiento sexual humano, como una práctica inmoral y pecaminosa,  y la mayoría de las denominaciones cristianas, que contienen la mayoría de los cristianos en todo el mundo, mantienen esta opinión, incluida la Iglesia católica, sínodos conservadores del luteranismo (p. ej. Iglesia luterana sínodo de Misuri, la Iglesia ortodoxa, y la mayoría de las Iglesias evangélicas, entre otras.
Algunos cristianos han llegado a creer que la homosexualidad no es una práctica inherentemente pecaminosa. Las denominaciones que poseen este punto de vista incluyen a la Iglesia Unida de Canadá,  la Iglesia Unida de Cristo, la Hermandad de Moravia, y la Iglesia de la comunidad metropolitana. También en Europa, la Iglesia Luterana de Suecia, la Iglesia Luterana de Dinamarca, la Iglesia Luterana en Noruega, la Iglesia Luterana de Islandia, la Iglesia protestante en los Países Bajos, la Iglesia Luterana Alemana y las Iglesias unidas en la Iglesia Evangélica en Alemania  y las iglesias reformadas en la federación de Iglesias Protestantes Suizas creen que la homosexualidad no es una práctica inherentemente pecaminosa. La Iglesia de la comunidad Metropolitana se fundó específicamente para servir a la comunidad cristiana LGBT.

### Lesbianismo
Las lesbianas enfrentan diferentes preconceptos sociales y culturales que los hombres homosexuales, haciendo que su experiencia en el cristianismo a veces no coincida con la de los hombres homosexuales, aunque el lesbianismo también ha sido tradicionalmente considerado un pecado dentro del cristianismo. Sin embargo, algunas denominaciones cristianas contemporáneas no están de acuerdo con esto y ordenan abiertamente a mujeres lesbianas, casarse entre personas del mismo sexo y aceptan feligreses abiertamente lesbianas (por ejemplo, la Iglesia Unida de Cristo y la Iglesia de la Comunidad Metropolitana).
En 1986, el Comité Evangélico y Ecuménico de Mujeres (EWCI), entonces conocido como el Comité internacional Evangélico de Mujeres, aprobó una resolución que decía: «Mientras que las personas homosexuales son hijos de Dios, y debido al mandato bíblico de Jesucristo, todos somos creados iguales a los ojos de Dios, y en reconocimiento de la presencia de la minoría lesbiana en EWCI, EWCI toma una posición firme a favor de la protección de los derechos civiles para las personas homosexuales».
Una encuesta de lesbianas autoidentificadas encontró una «disonancia» entre sus identidades religiosas y sexuales. Esta disonancia se correlaciona con ser una cristiana evangélica antes de haber descubrierto su orientación sexual.

### Bisexualidad
En 1972, un grupo cuáquero, el Comité de Amigos sobre Bisexualidad, emitió una declaración apoyando a personas bisexuales, que puede haber sido «la primera declaración pública del movimiento bisexual» y «fue sin duda la primera declaración sobre bisexualidad emitida por una asamblea religiosa estadounidense», la cual apareció en la revista Friends de la Sociedad Religiosa de los Amigos y The Advocate en 1972. Hoy los cuáqueros tienen diferentes opiniones sobre personas y derechos LGBT, con algunos grupos cuáqueros más aceptables que otros.

### Asexualidad
La asexualidad, dado que la aceptación de la misma como una orientación sexual y como campo de investigación científica es relativamente nueva,  pocas denominaciones cristianas lo discuten y la Biblia no establece claramente una opinión al respecto. Sin embargo, algunos cristianos han hecho declaraciones recientemente sobre el tema. En la revista cristiana Vision, David Nantais, S.J. y Scott Opperman, S.J. escribieron en 2002, que una persona asexual, «no es una persona. Las personas asexuales no existen. La sexualidad es un regalo de Dios y por lo tanto una parte fundamental de nuestra identidad humana. Los que reprimen su sexualidad no viven como Dios los creó: "plenamente vivos y sanos". Como tales, lo más probable es que sean personas infelices con las que vivir».